# Меггендорфер, Лотар
Лотар Меггендорфер (нем. Lothar Meggendorfer, род. 6 ноября 1847 г. Мюнхен — ум. 7 июля 1925 г. Мюнхен) — немецкий художник, карикатурист и иллюстратор.

## Жизнь и творчество
Л.Меггендорфер в 1862 году поступает в мюнхенскую Академию художеств. Во второй половине 1860-х годов он, как художник, начинает сотрудничество с рядом мюнхенских газет (Fliegende Blätter|Fliegenden Blätter в 1866, Münchener Bilderbogen в 1868). В 1889 году в свет выходит журнал «Aus Lothar Meggendorfer’s lustiger Bildermappe» (Из весёлой папки рисунков Лотаря Миггендорфа), с 1890 — его «Юмористические ежемесячные тетрадки», а с 1897 и до смерти художника в 1925 — «Меггендорфские листки». Кроме этого, в свет выходят приблизительно 150 его комических сборников, издававшихся как в Германии и Австро-Венгрии (на немецком языке), так и в Англии и США (на английском языке). Огромную популярность имели созданные им книжки-картинки для детей с раскладывающимися или подвижными иллюстрациями — первая такая книга под названием «Живые картинки» (Lebende Bilder) вышла в свет в 1879 году, ей следовали несколько десятков других, весьма высокого качества. Механизм раскладывающихся и подвижных картинок был столь совершенен, что эти его работы являются образцовыми в этой области книжного искусства вплоть до наших дней.
Американское общество книгоиздателей Movable Book Society ежегодно проводит награждение наиболее выдающихся книжных изданий премией Меггендорфера (Meggendorfer Prize). Книжные издания работы Л.Моргендорфера и сегодня очень высоко ценятся на рынке антикваров и букинистов.

## Галерея

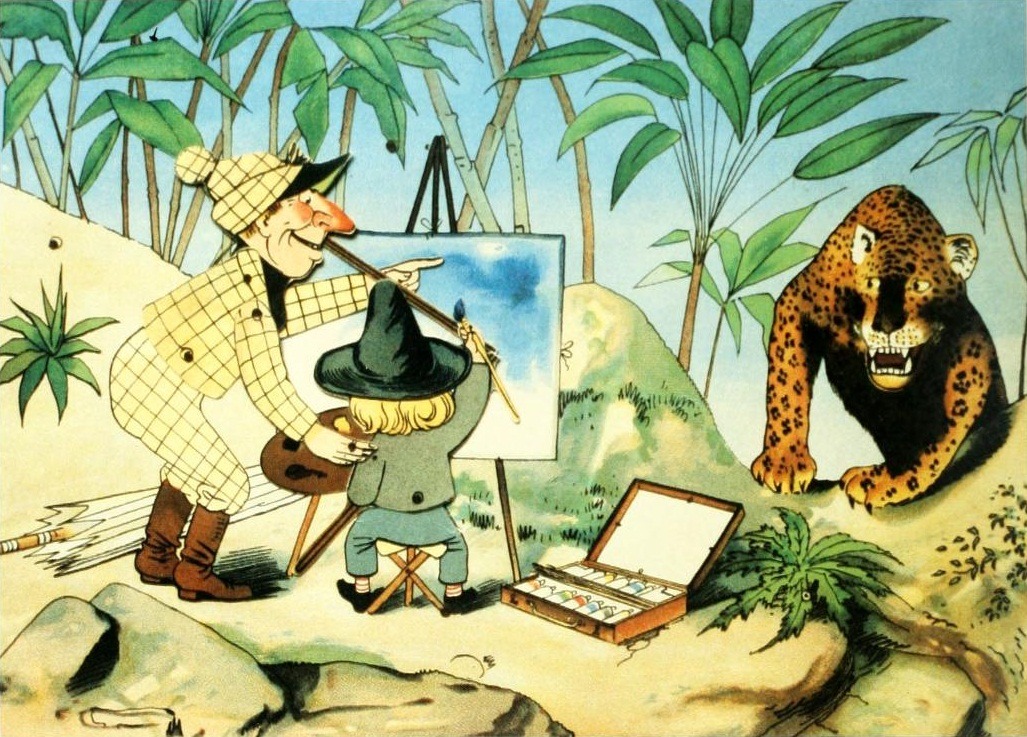
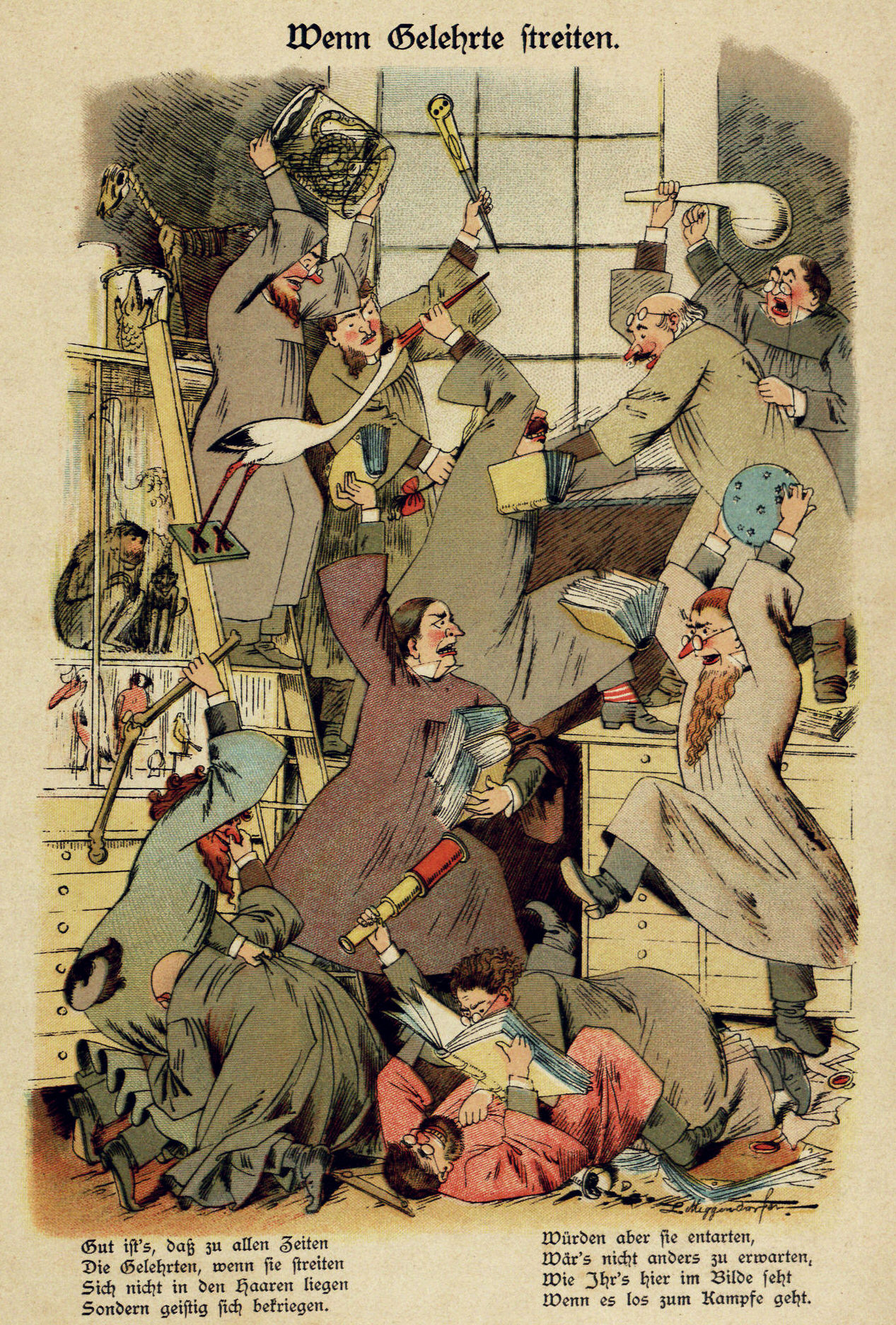
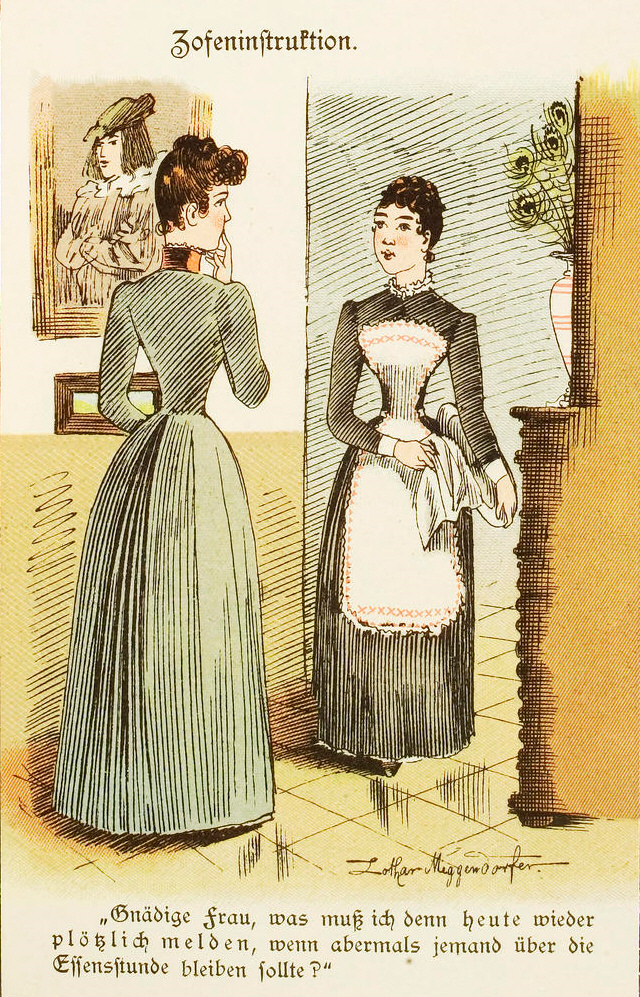
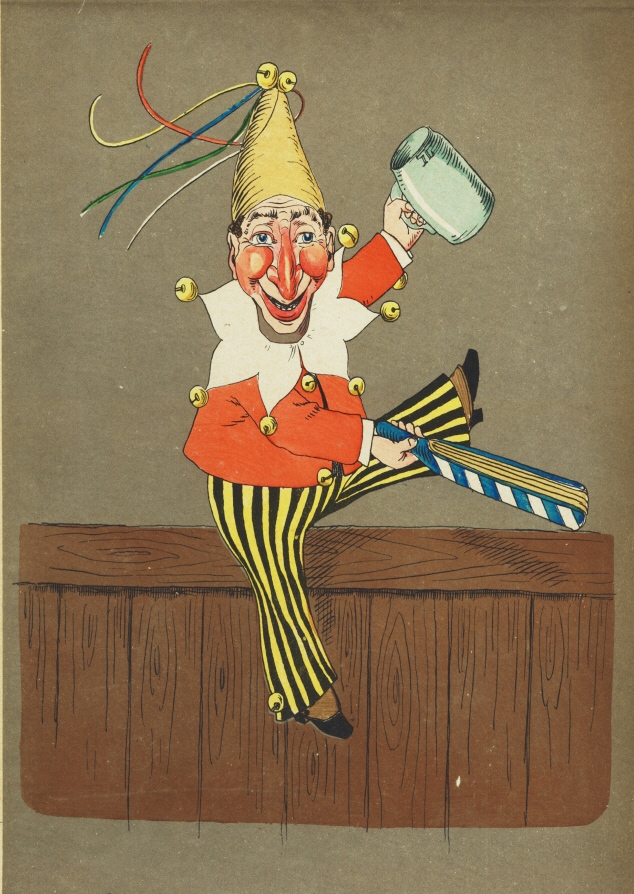
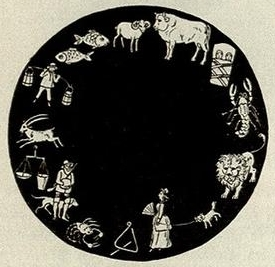
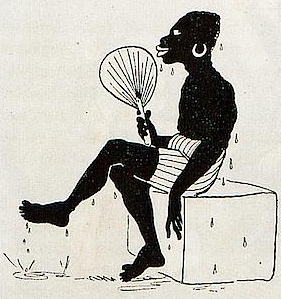
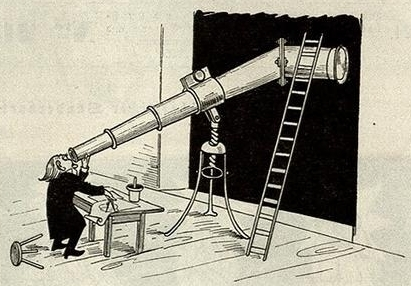
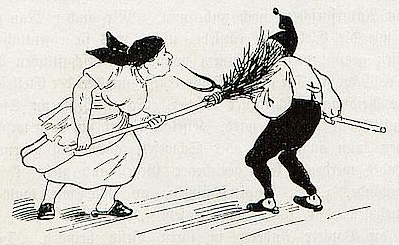